# Торґні Ліндґрен
Густав Торґні Ліндґрен (швед. Gustav Torgny Lindgren; 16 червня 1938, Раггше, Нурше, Вестерботтен — 16 березня 2017, Рімфорса, Чінда, Естерйотланд) — шведський поет і прозаїк.

## Життєпис
Торґні Ліндґрен народився 16 червня 1938 року в Раггше, комуна Нурше, лен Вестерботтен у сім'ї Андреаса Ліндґрена та Гельґи Бйорк.
Торґні навчався в Умео на вчителя, та працював вчителем до середини 1970-х. Декілька років він брав активну участь в політичній діяльності в складі шведської соціал-демократичної партії.
У 1980-х Торґні Ліндґрен навернувся у католицизм.
Ліндґрена-поета знають з 1965 року, який є дебютним для Торґні. Та на письменницький прорив довелося чекати до 1982, року видання прозового твору Слід змія на скелі (Шведською: Ormens väg på hälleberget). Ліндґрена перекладено більш ніж тридцятьма мовами, він є одним з найбільш міжнародно успішних шведських письменників сучасності. У 1991 році він став членом Шведської академії.

## Слід змія на скелі
Слід змія на скелі оповідає історію сім'ї рільників у бідному регіоні північної частини Швеції дев'ятнадцятого століття. Сім'я, яка раніше володіла своєю землею, змушена продати свій наділ дешево через лютуючий з року в рік голод. Новий власник збирає ренту, поки бідна сім'я має гроші, та коли їх не стає, новий власник експлуатує жінок.
«Слід змія на скелі» неочікувано тонка новела, завдяки широкості змісту та особливо через те, що події сягають трьох поколінь. Мова тут міцна та спартанська, до того ж відчутний вплив місцевого діалекту. Основною темою є сімейна боротьба за виживання, для котрої мати і донька виявляються змушеними докладатися до задоволення кредитора.
Ця новела названа однією з найкращих праць Торгні Ліндгрена. За мотивами саме цієї новели у 1986 році Бо Відеберг зняв фільм «Шлях Змія».

## Екранізації творів
У 2013 році вийшов український фільм Брати. Остання сповідь, знятий українською режисеркою Вікторією Трофіменко за мотивами роману «Джмелиний мед» Торгні Ліндгрена.

## Переклади українською
Українською мовою перекладено чотири книги Торґні Ліндґрена: «Джмелиний мед» та «Слід змія на скелі» (обидва видання з'явилися 2002 року в львівському видавництві «Кальварія», у перекладі Ольги Сенюк), а також «Пьольса» (2019) та «Книга Вірсавія» в перекладі Наталі Іваничук (видавництво Анетти Антоненко).
- Торґні Ліндґрен. Джмелиний мед / Переклад зі шведської: Ольга Сенюк. Львів: Кальварія. 2002. — 128 стор. ISBN 966-663-052-4
- Торґні Ліндґрен. Слід змія на скелі / Переклад зі шведської: Ольга Сенюк. Львів: Кальварія. 2002. — 104 стор. ISBN 966-663-069-9
- Торґні Ліндґрен. Пьольса / Переклад зі шведської: Наталя Іваничук. Київ: Видавництво Анетти Антоненко, 2019. — 192 с.
- Торґні Ліндґрен. Вірсавія / Переклад зі шведської: Наталя Іваничук. Київ: Видавництво Анетти Антоненко, 2020. — 224 с. ISBN 978-617-7654-52-9